# Byerley Turk
Byerley Turk (a volte anche chiamato Byerly Turk) (c. 1684 – 1706), è stato uno dei tre stalloni (con Darley Arabian e Godolphin Barb) che hanno dato origine alla razza Purosangue inglese attuale.

## Storia
Lo stallone baio fu catturato dal capitano inglese Byerley nel 1687 durante l'assedio di  Buda (Ungheria), città allora in possesso dell'Impero ottomano - da ciò deriva il suo nome originale: Byerley's Turk (Il turco di Byerley). 
Il militare aveva notato questo piccolo cavallo, bello e molto veloce. Secondo la leggenda, per catturarlo occorsero parecchi giorni d'inseguimento.
In seguito venne inviato in Inghilterra ed il suo principale discendente fu Herod (1758), detto il Re, uno dei tre primi stalloni Purosangue inglese (con Matchem e Eclipse) che vennero iscritti nello stud book della razza, quando venne creato, nel 1793.